# وینچنزو گاروفالو
وینچنزو گاروفالو (انگلیسی: Vincenzo Garofalo؛ زادهٔ ۸ اوت ۱۹۹۹) بازیکن فوتبال است.